# À toute berzingue
Pour plus de détails, voir Fiche technique et Distribution.
À toute berzingue (Lickety-Splat) est un film américain d'animation Looney Tunes de 6 minutes et mettant en scène Bip Bip et Vil Coyote réalisé par Chuck Jones et Abe Levitow en 1961.

## Fiche technique
- Réalisateurs : Chuck Jones et Abe Levitow
- Producteur : David H. DePatie
- Compositeur : Milt Franklyn